# Кримінальний кодекс Аргентини
Кримінальний кодекс Аргентини (ісп. Código Penal de la Nación Argentina, більш повна його назва – ісп. Ley 111.79 de 1921, 3 de noviembre, el Código Penal de la Nación Argentina) — збірник законів Аргентинської Республіки, що визначає межі поведінки, яка є злочинною, та правові наслідки вчинення злочину.
Кодекс було прийнято 30 вересня 1921 року, оприлюднено 29 жовтня, а набув чинності він з 30 квітня 1922 року.

## З історії створення Кримінального кодексу Аргентини
Кримінальний кодекс, санкціонований у 1921 році, був змінений більш ніж 900 законами.

### Текст Кримінального кодексу Аргентини
- Código Penal — Sistema Argentino de Información Jurídica (SAIJ) [Архівовано 28 серпня 2020 у Wayback Machine.] (ісп.)
- Código penal de la Nación Argentina: Ley no. 11.179. Ultima actualización: Ley 26.388 del BO 25/06/2008 // La Biblioteca Digital Ministerio de Justicia y Derechos Humanos de la Nación Argentina [Архівовано 26 лютого 2020 у Wayback Machine.] (additional direct link) (ісп.)
- Argentine Penal Code (2004 edition). The Transnational Publishers imprint. — Ardsley, USA: The Transnational Publishers lnc., 2004. (англ.)
- The Argentine Penal Code 2004 and Selected Excerpts From Corporate Criminal Law. On April 1, 2004 / Estudio Durrieu Abagados (law firm). Published under the Transnational Publishers imprint. — Leiden: Brill – Nijhoff, 2004. — 160 pages. — ISBN 978-15-71-05327-5. (англ.)
- Argentina Law No. 11.179 Criminal Code of the Nation - 1984 (англ.)
- CRIMINAL CODE OF THE ARGENTINE NATION LAW ... (англ.)
- Уголовный Кодекс Аргентины. Опубликован 29 октября 1921 года; Вступил в силу 29 апреля 1922 года / Научное редактирование Ю.В. Голика; пер. с испанского Л.Д. Ройзенгурта; Ассоциация Юридический центр. — СПб.: Юрид. центр Пресс, 2003. — 240 с. — (Законодательство зарубежных стран). — ISBN 5-94201-176-1. (рос.) (link Уголовный Кодекс Аргентины)

### Інша література
- Levaggi, Abelardo. Historia del Derecho Penal Argentino. — Buenos Aires: Perrot, 1978. [Архівовано 13 липня 2018 у Wayback Machine.] (ісп.)
- Levaggi, Abelardo. El derecho penal argentino en la historia. — Buenos Aires: EUDEBA, Facultad de Derecho. — 449 p.